# 曹传赞
曹传赞（1910年—1974年），中国人民解放军将领、中国人民解放军开国少将。
曾任中国人民解放军广州军区防空军政委。1955年，授予中国人民解放军少将。